# ماري لويز جنسن
ماري لويز جنسن (بالدنماركية: Marie-Louise Jensen)‏ (22 سبتمبر 1964)؛ كاتِبة مُتخصِّصة في أدب الأطفال وروائية دنماركية.